# Centropyge shepardi
Centropyge shepardi е вид бодлоперка от семейство Pomacanthidae. Видът не е застрашен от изчезване.

## Разпространение
Разпространен е в Гуам, Северни Мариански острови и Япония.